# 中央研究院近代史研究所檔案館
中央研究院近代史研究所檔案館（英語：Archives, Institute of Modern History, Academia Sinica），為中華民國檔案館之一，典藏近代中國與臺灣的外交檔案、經濟檔案、機關團體、個人文書及地圖等檔案史料。

## 歷史
中央研究院近代史研究所首任所長郭廷以注重蒐集一手原始史料，1955年與外交部洽商，接收該部清末總理各國事務衙門、外務部、民國北京政府外交部檔案。
1966年起，自經濟部接收清末至民國的各經濟部會檔案史料。為了保存與整理所接收的檔案，於1958年設立檔案室。呂實強任所長時在院會爭取預算，1988年建立新型檔案館，內有庫房、讀者閱覽室、工作室、會議室、研究室。
1996年3月，原屬近史所圖書館的個人資料室檔案移交檔案館，1999年3月近史所院史資料室合併於檔案館，其他個人與機關團檔案陸續入藏。
現今該館主要檔案為外交部門、經濟部門、機關團體、個人文書、館藏地圖五大類。

## 歷任主任
| 任次 | 姓名   | 任期           |
| 主任 | 主任   | 主任           |
| ---- | ------ | -------------- |
| 1    | 黃福慶 | 1988年－1994年 |
| 2    | 呂芳上 | 1994年－1995年 |
| 3    | 楊翠華 | 1995年－1998年 |
| 4    | 許雪姬 | 1998年－2001年 |
| 5    | 張淑雅 | 2001年－2003年 |
| 6    | 莊樹華 | 2003年－2013年 |
| 7    | 劉素芬 | 2013年－2013年 |
| 8    | 潘光哲 | 2014年－2014年 |
| 9    | 游鑑明 | 2014年－2015年 |
| 10   | 張哲嘉 | 2015年－2019年 |
| 11   | 張寧   | 2019年－2024年 |
| 12   | 蘇聖雄 | 2025年－迄今   |